# Gomphus clavatus
Chanterelle violette, Chanterelle claviforme
Espèce
La chanterelle violette (Gomphus clavatus) est une espèce de champignons basidiomycètes de la famille des Gomphaceae. Malgré son nom, elle est assez éloignée des autres espèces appelées chanterelles de la famille de Cantharellaceae, et plus proche des ramaires. Les jeunes spécimens ont une forme de massue ou d'entonnoir d'une belle teinte lilas, qui tourne vite au jaune-brun. Plusieurs chapeaux arrivent souvent d'un même pied et fusionnent à maturité. La surface fertile forme des plis qui portent les spores. Le champignon apparaît seul ou en amas, parfois en rond de sorcières, au pied des conifères. Il a une aire de répartition assez étendue, en Asie, en Amérique du Nord et en Europe. Il est menacé par la perte de son habitat, surtout sur ce dernier continent, et bénéficie d'une protection juridique dans certains pays. C'est un champignon comestible plutôt apprécié, mais qu'on devrait éviter de récolter en raison de sa raréfaction.

## Dénominations
L'espèce est appelée « chanterelle violette » ou « chanterelle claviforme » en français. L'épithète spécifique clavatus, dérivée du mot latin clava (« massue »), fait référence à la forme des jeunes champignons. Dans la langue sherpa du Népal, le champignon est connu sous le nom d'Eeshyamo (« belle-mère »), car son imposant sporophore rappelle une belle-mère, qui a un rôle dominant dans la famille sherpa.

## Taxinomie

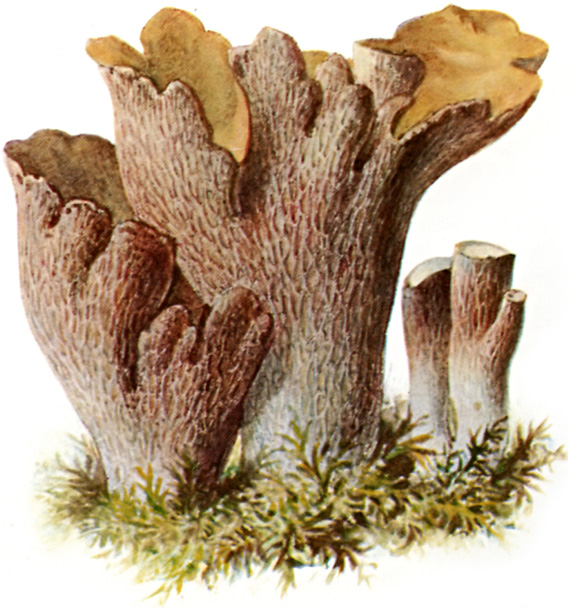
Illustration de 1897 par.

L'espèce est décrite pour la première fois en 1774 par le botaniste allemand Jacob Christian Schäffer sous le nom Elvela (par la suite Helvella) purpurascens. Le naturaliste autrichien Franz Xaver von Wulfen la cite comme Clavaria elveloides en 1781, rapportant qu'elle apparaît dans les forêts de sapins autour de Klagenfurt en août et qu'elle est commune autour de Hüttenberg. Il note que les pauvres la consomment, et la nomment localement « oreille de lièvre ». En 1796, le mycologue Christiaan Hendrik Persoon décrit Merulius clavatus et précise qu'il pousse dans des endroits herbeux dans les bois. Il note qu'il s'agit de la même espèce décrite par Schäffer. Dans son Synopsis methodica fungorum de 1801, Persoon place Merulius clavatus (dont il reconnait deux variétés - violaceus et spadiceus) dans la section Gomphus de Merulius.
En 1821, le botaniste britannique Samuel Frederick Gray transfère la chanterelle violette dans le genre Gomphus, dont elle devient l'espèce type. Persoon lui emboîte le pas en traitant Gomphus comme un genre distinct dans son ouvrage de 1825, Mycologia Europaea. Il y considère Merulius clavatus comme la même espèce que Clavaria truncata décrite par Casimir Christoph Schmidel en 1796, et renomme donc le taxon Gomphus truncatus. Dans son célèbre ouvrage Systema Mycologicum de 1821 (qui est pris comme point de départ de la nomenclature mycologique), le naturaliste suédois Elias Magnus Fries considère Gomphus comme une tribu (sous-genre) de Cantharellus, et l'espèce y est citée comme Cantharellus clavatus. Il reconnait quatre variétés : violaceo-spadiceus, carneus, purpurascens et umbrinus. Le mycologue suisse Louis Secretan décrit quant à lui trois taxons dans Mycographie Suisse (1833) : Merulius clavatus carneus, Merulius clavatus violaceus et Merulius clavatus purpurascens. Ils ne sont cependant pas retenus par ses successeurs, en raison du concept d'espèce trop étroit utilisé par Secretan et de son usage non systématique de la nomenclature binomiale,. Par la suite, Fries révise lui-même sa classification dans son ouvrage de 1838 Epicrisis Systematis Mycologici seu Synopsis Hymenomycetum, et place la chanterelle violette dans une série (Deformes) au sein du genre Craterellus.

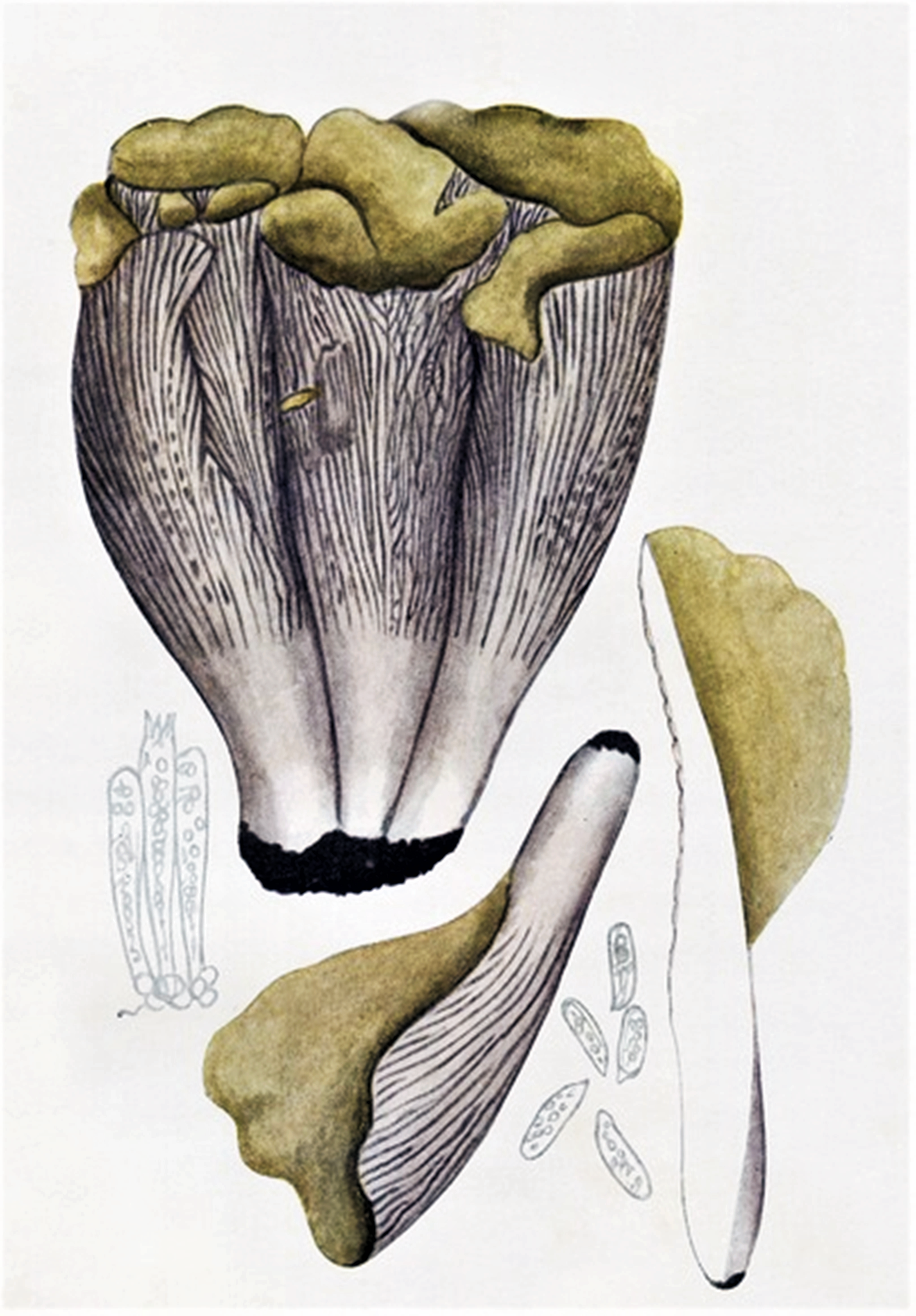
Illustration de 1929 par Giacomo Bresadola

Dans Der Führer in die Pilzkunde publié en 1871, Paul Kummer élève de nombreux tribi (sous-genres) de Fries au rang de genre et classe la chanterelle violette dans le genre Thelephora. En 1886, Jacques Émile Doassans et Narcisse Théophile Patouillard la retire eux aussi du genre Cantharellus à cause de ses spores orangées, et la place dans Neurophyllum (également orthographié Nevrophyllum),. Charles Horton Peck rejette ce nom l'année suivante et réintègre Cantharellus clavatus. Cette révision est contestée en 1891 par Otto Kuntze dans Revisio generum plantarum. Il crée le genre Trombetta pour incorporer la chanterelle violette, qui devient Trombetta clavata, mais son système n'est pas repris par ses successeurs.
Dans sa revue des chanterelles de l'ouest de l'Amérique du Nord de 1947, Alexander Hanchett Smith traite Gomphus comme une section de Cantharellus, estimant qu'il n'y a pas de caractéristiques cohérentes qui distinguent les deux genres. En 1966, Edred John Henry Corner décrit une variété à petites spores, Gomphus clavatus var. parvispora, à partir de spécimens collectés en Ouganda.
Des recherches menées au début des années 2000, combinant l'utilisation d'analyses phylogénétiques de séquences d'ADN et de caractères morphologiques plus traditionnels, ont abouti au remaniement des espèces du genre Gomphus. Gomphus clavatus est ainsi considéré comme la seule espèce du genre en Amérique du Nord : la comparaison des séquences d'ADN des espèces Gomphus brevipes et Gomphus truncatus a montré qu'elles sont génétiquement identiques à Gomphus clavatus et doivent être traitées comme des synonymes.

## Description

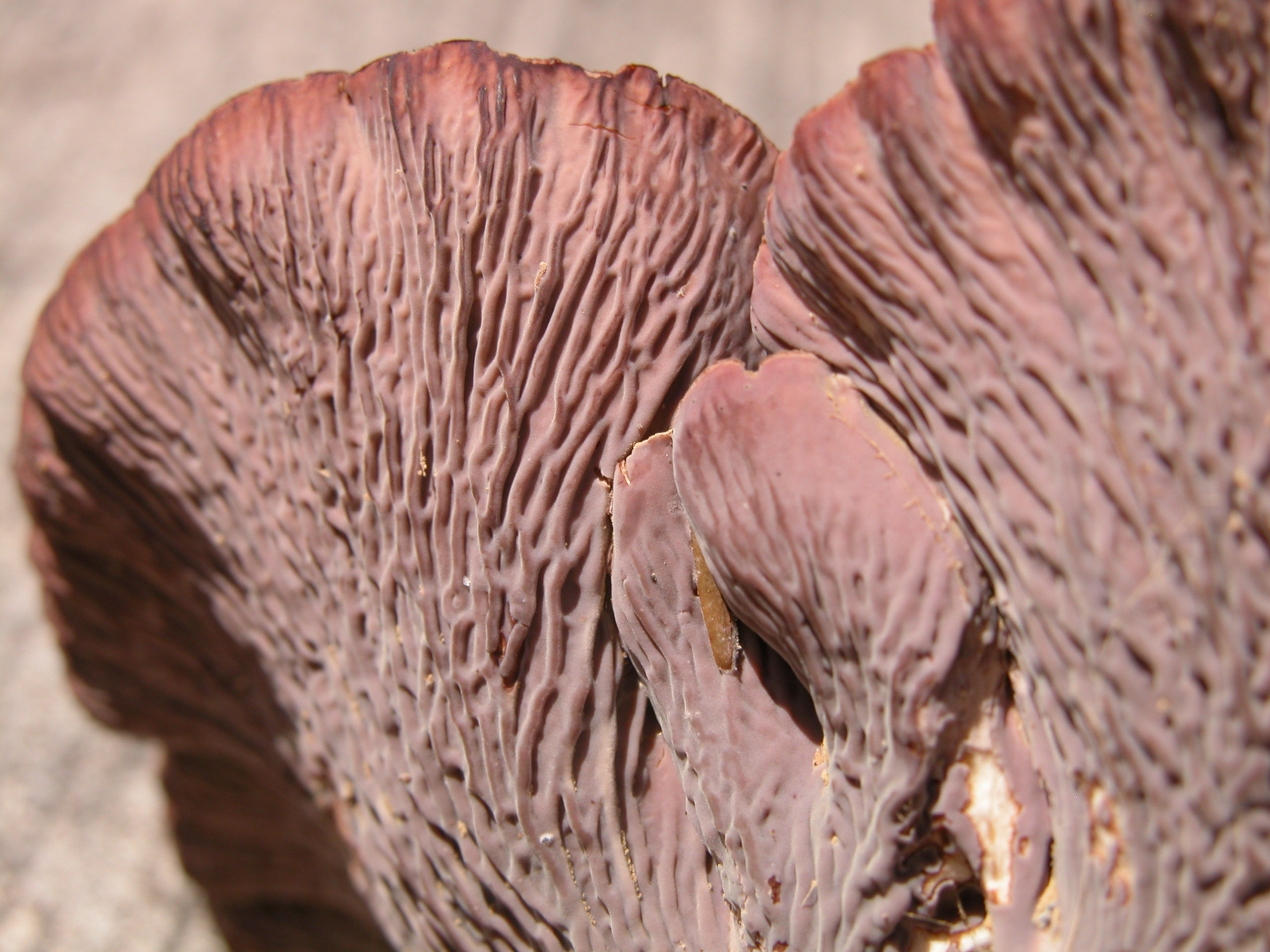
La surface ridée et striée de l'hyménium.

Les sporophores du champignon jeune sont en forme de massues. À maturité, ils s'étalent et prennent un aspect dit « mérismatoïde », c'est-à-dire plusieurs chapeaux en forme de vases s'élevant d'un stipe commun. Le sporophore, en éventail aux bords ondulés, mesure jusqu'à 15 cm de largeur et 17 cm de hauteur. La surface supérieure est violet vif, puis violet ochracé et enfin brun ochracé avec l'âge. Elle est recouverte d'hyphes brunes (filaments microscopiques), qui forment de petites taches distinctes au niveau de la marge, et se combinent pour former au centre une zone de poils fins semblable à du feutre (ou tomentum). La marge peut être assez irrégulières chez les spécimens âgés. La surface inférieure qui porte les spores - l'hyménium - est ridée, souvent avec des plis et des creux, et concolore au chapeau. Le stipe, qui est continu avec le chapeau, mesure entre 0,8 et 3 cm de largeur, pour 4 à 10 cm de hauteur. Il est couvert de poils fins qui deviennent plus grossiers (hispides) vers la base. Il est souvent composé, avec plusieurs sporophores provenant de la partie basale. Le champignon peut être bleu rougeâtre à l'endroit où il est manipulé. La chair est rose blanchâtre à lilas ou chamois. Elle est épaisse sous le centre du chapeau, et s'amincit vers la marge. Elle peut être croquante, bien que plus molle que celle d'autres chanterelles. La saveur est douce et l'odeur agréablement fongique. La sporée est jaune à jaune orangé.
Les spores sont elliptiques, ridées ou légèrement verruqueuses, et mesurent 10 à 14 μm par 5 à 7,5 μm. Elles ne sont pas amyloïdes, ce qui signifie qu'elles ont une réaction de couleur négative avec l'iode dans le réactif de Melzer. Les basides sont allongées ou en forme de massue, hyalines (vitreuses ou translucides), et portent quatre spores. Elles mesurent  de 60 à 90 μm de long pour 8,5 à 11,5 μm de large. Le champignon ne contient pas de cystides (des cellules stériles associées aux basides chez de nombreuses espèces). Des anses d'anastomose sont en revanche présentes.

### Espèces proches
Gomphus crassipes (en), que l'on trouve en Espagne et en Amérique du Nord, ne peut être distingué de manière fiable qu'à l'aide d'un microscope. Ses basidiospores sont généralement plus longues et ont une surface plus finement ridée. Pseudocraterellus pseudoclavatus (en) (anciennement classé dans Gomphus) est une espèce similaire qui pousse sous les conifères dans le centre et l'ouest des États-Unis. Elle diffère également par des caractères microscopiques et la réaction à l'hydroxyde de potassium. Turbinellus floccosus (en) et Turbinellus kauffmanii (en) sont de forme similaire mais leurs chapeaux sont couverts d'écailles. La Chanterelle bleue (Polyozellus multiplex) pourrait également être confondue avec Gomphus clavatus, bien qu'elle possède des spores distinctes.

Exemples d'espèces similaires en Amérique du Nord
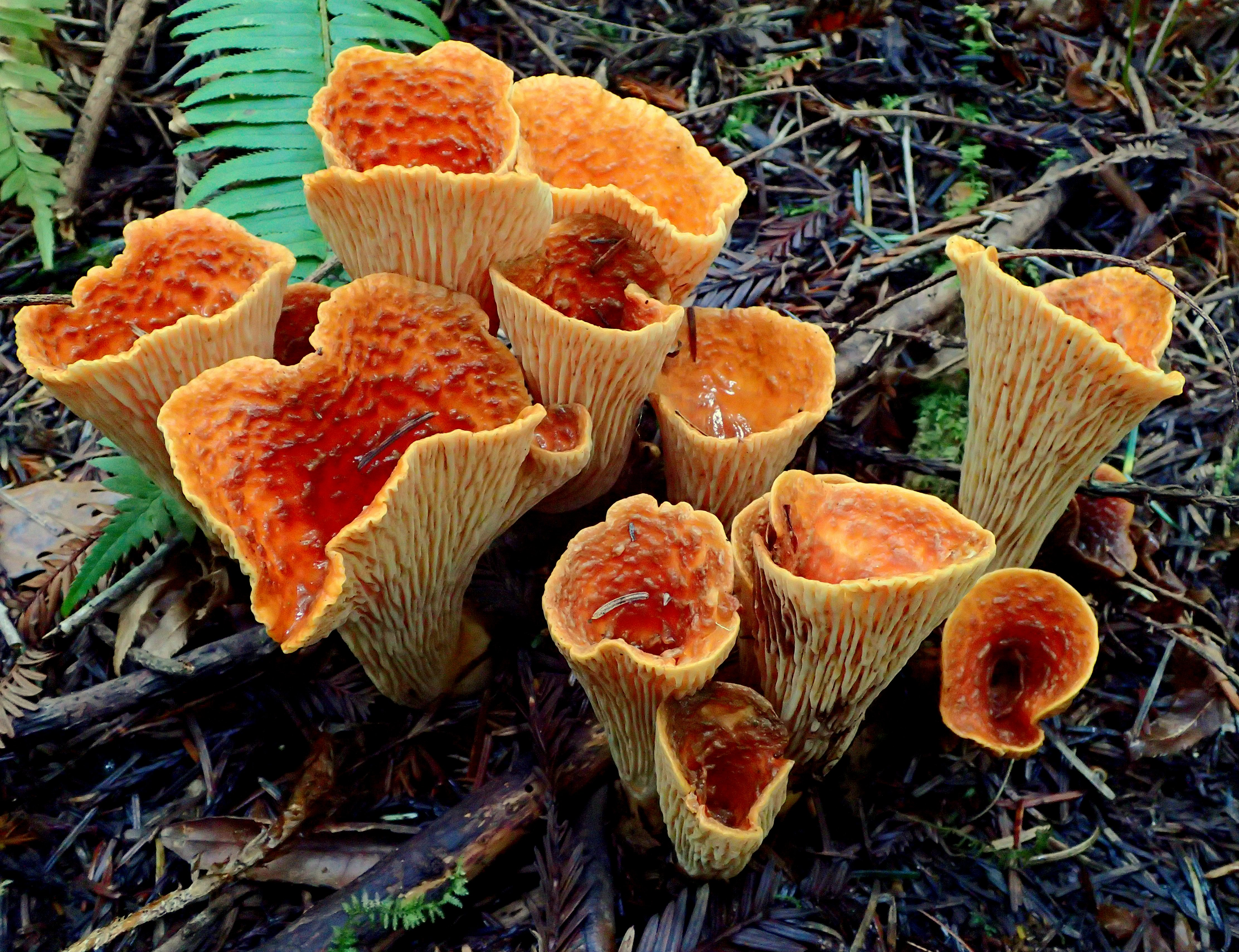
Turbinellus floccosus en Californie.
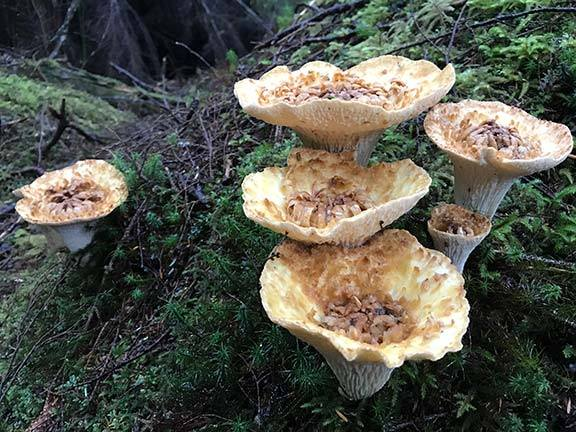
Turbinellus kauffmanii en Alaska.
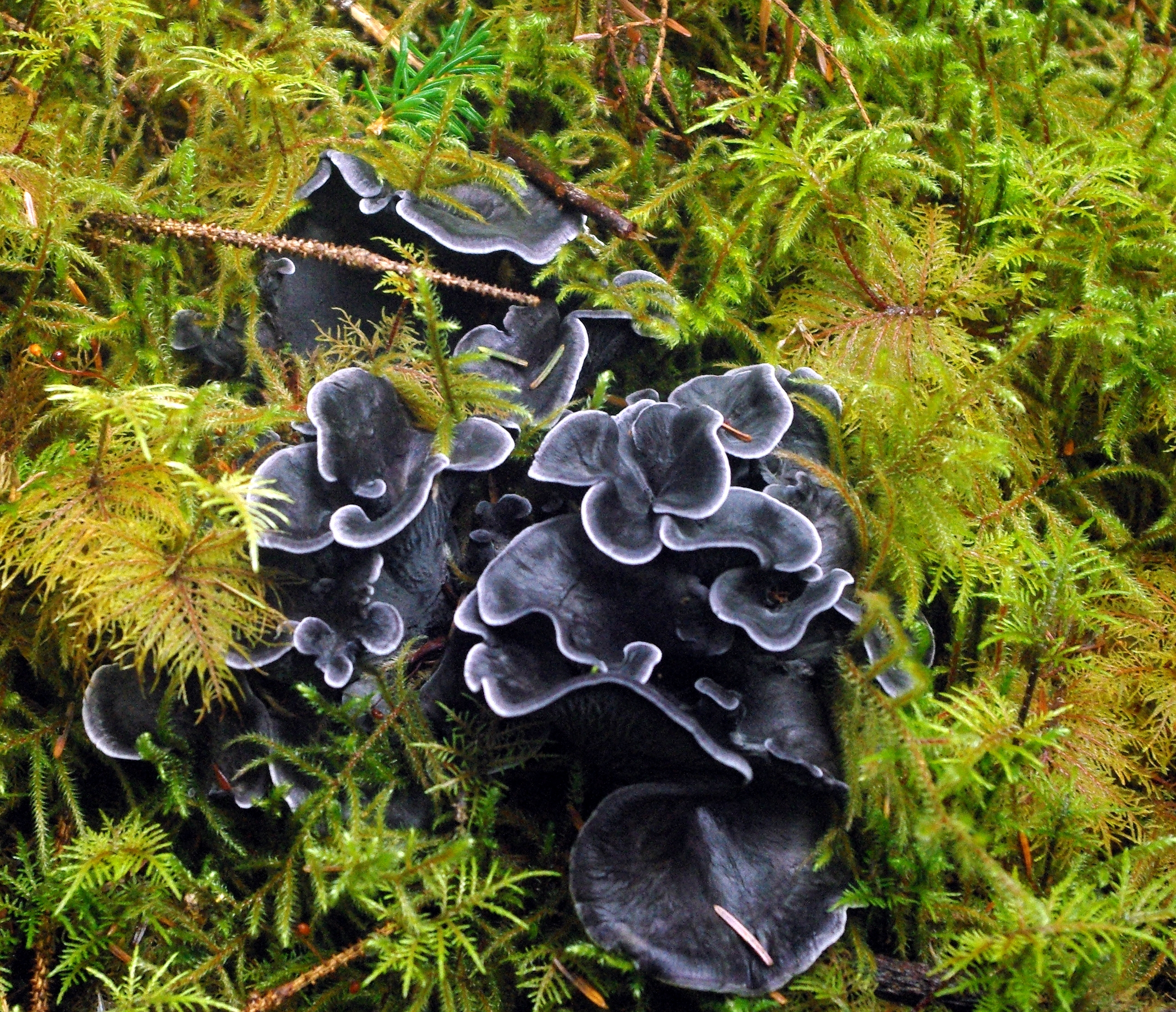
Polyozellus multiplex à Haïda Gwaïi, Canada.

## Habitat, distribution et conservation

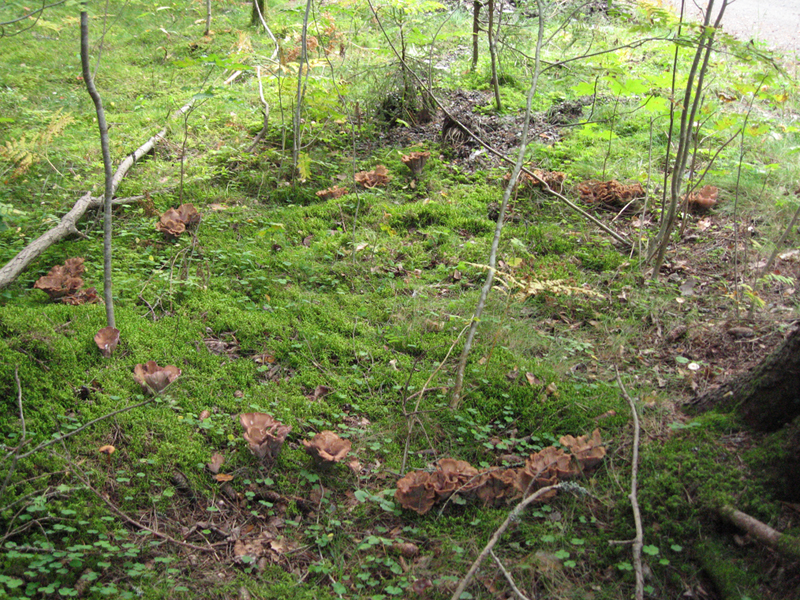
Chanterelles violettes en rond de sorcière.

La chanterelle violette pousse au sol, et apparait individuellement, en grappes ou en touffes, ou même parfois en rond de sorcière. L'espèce se rencontre généralement dans les forêts de conifères, et avec une préférence pour les zones humides et ombragées avec une litière de feuilles profondes, ou des débris de bois pourris au sol. Les sporophores passent facilement inaperçus parce que leurs couleurs se confondent avec celles du tapis forestier. Le champignon est plus fréquent à des altitudes supérieures à 600 m. Il a été signalé comme formant des associations symbiotiques (mycorhiziennes) avec différents arbres: Abies alba, Abies cephalonica, Abies firma,, Abies nephrolepis, Abies religiosa, Picea spp., Pinus densiflora,, Pseudotsuga menziesii et Tsuga heterophylla,. En Europe, de telles associations sont signalées avec le hêtre (Fagus sylvatica).
En Asie, Gomphus clavatus a été signalé en Chine, au Japon, en Corée, en Malaisie, au Népal et au Pakistan. Les pays européens où le champignon a été signalé sont l'Autriche, la République tchèque, la France, l'Allemagne, la Grèce, l'Italie, la Lituanie, la Pologne, la Roumanie, la Russie, la Suède, la Suisse et la Turquie. En Amérique du Nord, le champignon a été trouvé à travers le Canada, le Mexique et les États-Unis, où il est abondant dans le Nord-Ouest Pacifique.
En Europe, Gomphus clavatus figure sur les listes rouges nationales des champignons menacés dans 17 pays et est l'une des 33 espèces de champignons proposées pour la conservation internationale en vertu de la Convention de Berne. En raison d'un déclin substantiel des observations, Gomphus clavatus est devenu une espèce légalement protégée en Hongrie le 1er septembre 2005. L'espèce bénéficie également d'une protection juridique en Slovaquie et en Slovénie. La chanterelle violette était historiquement présente sure les îles britanniques, mais n'y a plus été vue depuis 1927 et désormais considérée comme éteinte. Le champignon fait face à la perte et à la dégradation de son habitat, ainsi qu'à l'eutrophisation (augmentation des nitrates dans le sol). Il a été choisi comme Pilz des Jahres (« champignon de l'année ») en 1998 par la Société Mycologique Allemande (en), en partie pour souligner son statut vulnérable.

## Comestibilité

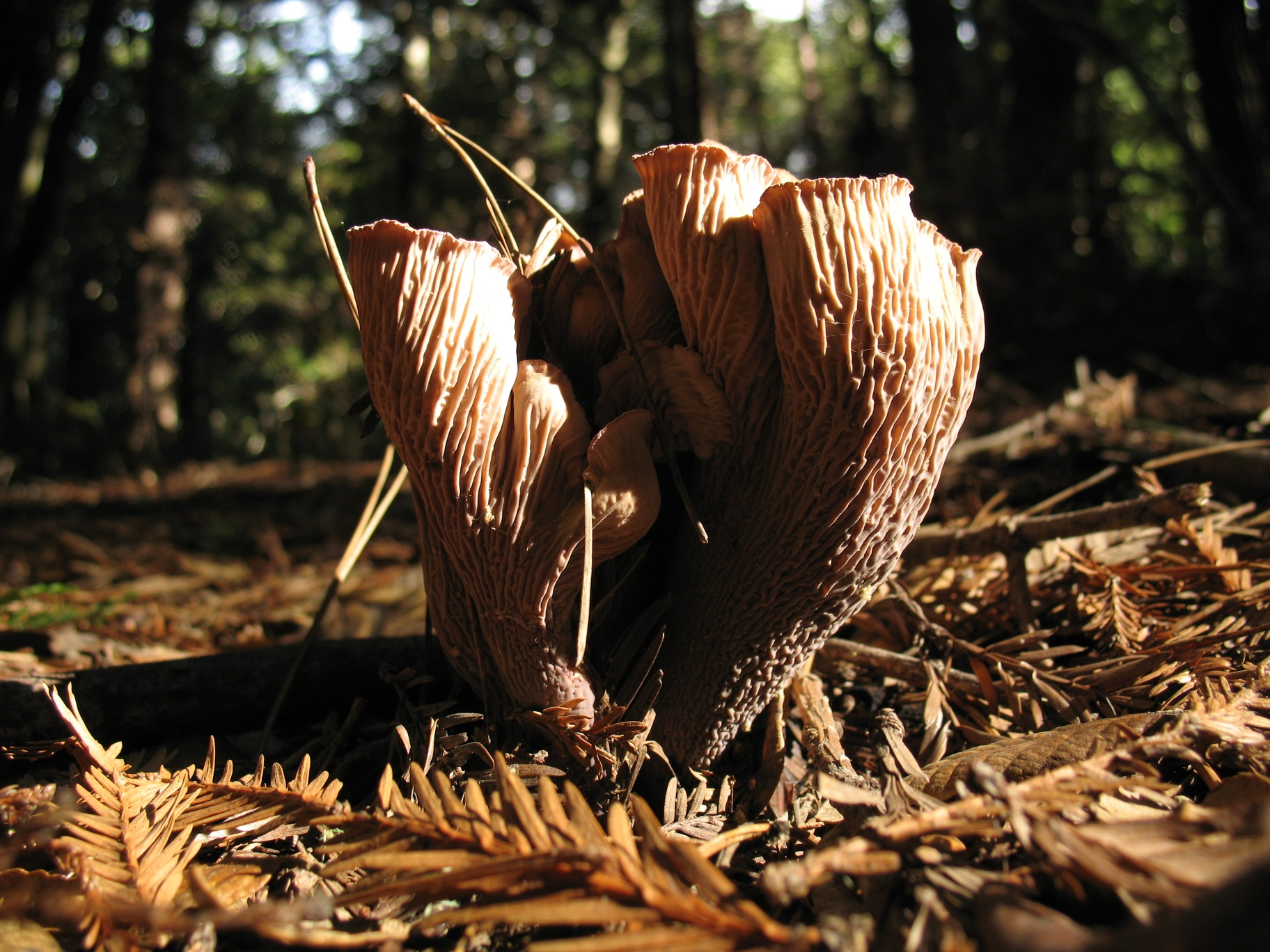
Un spécimen dans le Parc d'État de Salt Point, en Californie.

La chanterelle violette est comestible : elle est considérée comme un comestible de choix par certains auteurs,, alors que d'autres la trouvent insipide. Elle a une saveur terreuse et une texture charnue qui ont été considérées comme convenant aux plats de viande rouge. Comme de nombreux champignons comestibles, la consommation peut provoquer des troubles gastro-intestinaux chez les individus sensibles. La chair devient amère avec l'âge et les spécimens âgés peuvent être infestés d'insectes. L'infestation d'insectes est peu probable si le temps est frais. Gomphus clavatus est utilisé pour la cuisine de longue date — Fries l'a inclus dans son livre de 1867 Sveriges ätliga och giftiga svampar (« Champignons comestibles et toxiques en Suède »). Il est très apprécié par le peuple zapotèque d'Ixtlán de Juárez (en) dans l'État de Oaxaca, au Mexique et le peuple sherpa à proximité du Parc national de Sagarmatha au Népal.
Les extraits préparés à partir des sporophores de Gomphus clavatus ont une activité antioxydante élevée et une concentration élevée en polyphénols et en flavonoïdes. Les composés phénoliques identifiés à partir du champignon comprennent l'acide protocatéchique, l'acide gallique, l'acide gentisique, l'acide vanillique, l'acide syringique, l'acide cinnamique, l'acide caféique, l'acide férulique et l'acide tannique. Dans une analyse chimique de spécimens collectés dans le sud de la région Égéenne en Turquie, il a été démontré que le champignon bioaccumulait le cadmium à des niveaux dépassant l'apport maximal recommandé par le Comité scientifique de l'alimentation humaine (en) de l'Union européenne.